# Петербургская конвенция (1810)
Петербургская конвенция 1810 года — политическое соглашение между Россией и Францией, подписанное в Санкт-Петербурге 4 (16) января 1810 года и направленное, в первую очередь, на урегулирование «польского вопроса». Конвенция была подписана со стороны Франции — послом А. Коленкуром, со стороны России — графом Н. П. Румянцевым
Заинтересованный в укреплении союза с Россией, Наполеон I в этой конвенции обязывался никогда не восстанавливать Польское королевство и не способствовать этому (в ст. 1). Даже наименования «Польша» и «поляки» не должны были упоминаться в официальных документах. В статье 5 регулировался территориальный вопрос: Варшавское герцогство, созданное французами в 1807 году и расширенное за счёт присоединённых к нему австрийских земель в Западной Галиции с Краковом, не могло более увеличиваться за счёт территорий, составлявших бывшее Польское государство.
Александр I ратифицировал конвенцию в день подписания. Наполеон I отказался от ратификации Петербургской конвенции 1810 года после того, как его планы на брак с русской великой княжной Анной Павловной и, таким образом, упрочение русско-французского союза были разрушены.